# ПРАНА (система)
«ПРАНА» — российская IIoT-система предиктивной аналитики и удалённого мониторинга, создана компанией «РОТЕК» под руководством М. В. Лифшица. Название системы «ПРАНА» происходит от сочетания слов ПРогнозная АНАлитика. Комплекс прогнозирует возможные аварии благодаря раннему выявлению дефектов — за 2-3 месяца до того, как они повлияют на работоспособность оборудования.
Система зарегистрирована в Реестре российского программного обеспечения и бюро авторского права США.

## История
В 2012 году в «РОТЕК» создано подразделение сервиса энергетических газовых турбин. Одним из направлений долгосрочного сервиса стал удалённый мониторинг и контроль технического состояния оборудования, который впоследствии выделили в отдельную услугу. В разработку комплекса вложили $5,5 млн. В 2013-м создали первый прототип для газовой турбины.
В 2015 году стартовал пилотный проект на Пермской ТЭЦ-9, где был предотвращён первый инцидент. В том же году создан Ситуационный центр, в котором формируются цифровые архивы данных с объектов. Они анализируются специалистами «РОТЕК», которые затем дают рекомендации эксплуатационному персоналу.
В этом же году система запатентована, руководитель авторского коллектива — председатель совета директоров «РОТЕК» Михаил Лифшиц. Также комплекс  зарегистрирован в бюро авторского права США. К 2021 году внедрён 31 патент, описывающий способы и системы работы «ПРАНЫ».
В 2017 году Министерство связи и массовых коммуникаций включило «ПРАНУ» в единый Реестр российского программного обеспечения. Систему предиктивной аналитики стали использовать «Мосэнерго» и «Т Плюс».
В этом же году «РОТЕК» заключил договор с «Татэнерго» о подключении Казанской ТЭЦ-1 к «ПРАНЕ». Система начала работу на объекте в 2019 году.
В 2018 году вышла новая версия системы, с элементами искусственного интеллекта и машинного обучения. Набор исходных данных, анализируемых комплексом, был расширен за счёт применения метода акустической эмиссии,  что позволяет контролировать состояние не только вращающегося оборудования, но и статические объекты: фундаменты, трубы, резервуары и другое оборудование нефтегазовой отрасли. Внедрены мониторинг и анализ состояния силовых трансформаторов большой мощности.
В этом же году компания «АльфаСтрахование» впервые применила «ПРАНУ» для ретроспективного анализа инцидентов, которые привели к наступлению страховых случаев.
На 2019 год система была установлена на 22 ПГУ и ГТУ-энергоблоках с общей мощностью более 3,2 ГВт (2 % российской тепловой энергетики).
В 2019 году начались поставки системы за рубеж. Её внедрила казахстанская компания «Павлодарэнерго». За 2020 год компании удалось предотвратить минимум три инцидента.
По данным на 2020 год, с помощью системы удалось предотвратить более 300 инцидентов. По данным «РОТЕК», за 2020 год благодаря «ПРАНЕ» одно из генерирующих предприятий России снизило количество аварий более чем в 16,8 раза, сократило убытки более чем в 13,6 раза. Ещё одна из  генерирующих компаний за несколько лет обеспечила снижение убытков: в 2017 году оно понесло убытков на $ 10,1 млн (без системы прогностики), в 2019 году с комплексом «ПРАНА» эти затраты сократились до $ 1,8 млн. В 2021 году «ПРАНА» перешла на систему управления базами данных «Яндекс ClickHouse».
На 2021 год система отслеживала более 130 единиц сложного промышленного оборудования, стоимостью около $5 млрд.

## Механизм работы

### Общий принцип
Система осуществляет непрерывную диагностику, оценку ресурса узлов и деталей, анализ и прогнозирование изменения технического состояния объекта. Им может быть любой промышленный агрегат или его детали. Комплекс работает с оборудованием Siemens, GE, Alstom, Ansaldo, ЛМЗ, УТЗ, ОДК, РЭП Холдинг.
«ПРАНА» имеет двухуровневую структуру. На нижний уровень поступают данные из АСУ ТП объекта или других средств объективного контроля. Далее по защищенному каналу связи данные передаются на верхний уровень в удаленный ЦОД (центр обработки данных) Ситуационного центра, где происходит их накопление и математическая обработка. При выявлении изменений технического состояния, система сигнализирует об этом в журнале событий. Эти данные хранятся в течение всего жизненного цикла объекта. За секунду система анализирует 30 тысяч параметров, а архив обработанных «ПРАНА» данных превышает 50 ТБ.
В основе математического аппарата комплекса лежат методы моделирования на основе подобия. Система создаёт эталонный цифровой образ — набор математических моделей объекта, которой описывает идеальное поведение оборудования в различных режимах эксплуатации. Для его построения используется идеология контрольных T2-карт Хотеллинга. С помощью матрицы состояний и с использованием оператора подобия для каждого измеренного значения рассчитываются его модельное значение. По разнице между эталонным и фактически измеренным значением для каждого параметра вычисляется невязка и среднеквадратическое отклонение. Невязки нормализуются и по совокупности рассчитывается интегральный критерий технического состояния T2. Благодаря анализу T2-критерия прогнозируются изменения в техническом состоянии оборудования и отслеживаются все возможные зависимости параметров.
«ПРАНА» выявляет и ранжирует вклад каждого технологического параметра, составляя прогноз выхода параметров за свои технологические пределы. После накопления и анализа комплексом статистики появляется возможность создать правила для автоматического определения проблемных узлов и деталей.

### Функции системы
В функции системы входят:
- Построение эталонных математических моделей различных режимов работы оборудования с учётом его индивидуальных особенностей.
- Автоматическая индикация и оповещение (sms, email) об изменении отслеживаемых параметров по сравнению с эталонными.
- Автоматизированная аналитика причин изменений.
- Прогнозирование вероятного срока безотказной работы оборудования.
- Сравнительный анализ различных режимов работы оборудования для однотипных объектов.
- Выделение опасных режимов работы оборудования.
- Прогноз ресурса узлов.
- Резервное хранение архивных данных.
- Безопасный удалённый доступ к данным о работе оборудования в реальном времени.